# Попівщина (старообрядництво)
Попі́вщина або попі́вці — узагальнена назва явища та представників старообрядницьких згод, які мають священство. В кінці XVII — першій половині XIX століть існувало в основному у вигляді біглопопівства.
В 1846-у з приєднанням до біглопоповців Босно-сараєвського митрополита Амвросія (Поповича) виникла Білокриницька ієрархія, нині Російська Православна Старообрядницька Церква.
У 1920-х роках до біглопопівства приєднався обновленський єпископ Микола (Позднев), ставши на чолі біглопоповців, тепер біглопоповці називаються Російська Древлеправославна Церква
Деякі біглопоповські згоди протягом XIX і XX століть з причини неможливості прийому втікачів священиків перетворилися на фактичних безпоповців, серед них часовенна і лужківська згоди.

## Попівські згоди в наш час[який?]
- Російська православна старообрядницька церква (Білокриницька ієрархія, РПСЦ). Засновано в 1846 році, нині складається з двох автокефалій:
Митрополія Московська і всієї Русі (Москва, митрополит Корнилій (Тітов)); 7 єпископів, понад 250 парафій.
Митрополія Білокриницька (Бреїла (Румунія), митрополит Леонтій); 6 єпископів, близько 60 приходів.
- Російська Давньоправославна церква (Новозибківська згода, біглопоповці, РДЦ). Засновано в 1923 році. У 2003 році засновано Московський патріархат (Москва, патріарх Олександр (Калинін)); 7 єпископів, близько 70 приходів.
Слов'яно-Грузинська Древлеправославна церква (Грузинська Древлеправославна церква, СГДЦ). Засновано в кінці 1990-х рр..(?), відокремилася від РДЦ, возз'єдналася з РДЦ (Грузія, архієпископ Павло); 3 (?) єпископи, близько 5 парафій.
- Древлеправославна церква Росії (апполінарієвці). Відокремилася від РДЦ в 1999 році (Москва, Курськ, єпископ Аполінарій); 3 єпископи, близько 10 приходів.
- Древлеправославна церква Христова Білокриницької ієрархії (ДЦХБІ). Відокремилася від РПСЦ в 2007 році[5][6]; 1 єпископ, близько 5-6 парафій.

Парафії РПСЦ та РДЦ існують також в Україні. Українську РПСЦ очолює архієпископ Київський і всієї України Саватій.